# Erickson-Gletscher
Der Erickson-Gletscher ist ein 19 km langer Gletscher in der antarktischen Ross Dependency. Er fließt im Königin-Maud-Gebirge zwischen Mount Young und dem O’Leary Peak in nördlicher Richtung zum Ramsey-Gletscher, den er unmittelbar vor dessen Mündung in das Ross-Schelfeis erreicht.
Das Advisory Committee on Antarctic Names benannte den Gletscher 1966 nach Commander J. L. Erickson von der United States Navy, Schiffsführer der USCGC Staten Island bei der Operation Deep Freeze des Jahres 1965.